# Gnamptogenys pristina
Gnamptogenys pristina är en myrart som beskrevs av Baroni Urbani 1980. Gnamptogenys pristina ingår i släktet Gnamptogenys och familjen myror. Inga underarter finns listade i Catalogue of Life.